# Jerome (Arizona)
Jerome – miasto w Stanach Zjednoczonych, w stanie Arizona, w hrabstwie Yavapai.